# Ancylotrypa zebra
Ancylotrypa zebra är en spindelart som först beskrevs av Simon 1892.  Ancylotrypa zebra ingår i släktet Ancylotrypa och familjen Cyrtaucheniidae. Inga underarter finns listade i Catalogue of Life.